# جرمی بلاسکو
جرمی بلاسکو (انگلیسی: Jérémy Blasco؛ زادهٔ ۱۲ فوریهٔ ۱۹۹۹) بازیکن فوتبال اهل فرانسه است.